# Målerhøj
 Der Målerhøj (auch Målerøj) zwischen Hårbølle und Vindebæk, im Süden der dänischen Insel Møn ist ein vor etwa 3500 Jahren, in der frühen Bronzezeit errichteter Grabhügel.
Während der Steinzeit war das Land südöstlich und südwestlich des Hügels vom Meer bedeckt. Es erhielt seinen heutigen Charakter erst aufgrund der Postglazialen Landhebung. Der Hügel liegt heute etwa 31,0 m über dem Meeresspiegel. In der Vorzeit war das Gebiet mit dem Julbjerg nördlich des Hügels verbunden. Auf dem Julbjerg lagen früher mindestens drei ähnliche Hügel. Ebenso gab es tiefer liegende Hügel südlich vom Målerhøj. 
Der etwa 3,0 m hohe Hügel von etwa 20,0 m Durchmesser wurde archäologisch nie untersucht. Vor 1880 wurden Urnen mit verbrannten Knochen registriert, die gut in die jüngeren Bronzezeit passen (sh. z. B. Øster Brøndehøj). Zwei Gräben im Westen und Nordwesten sind noch sichtbar. Es ist sicher, dass die erwähnten Urnengräber hier gefunden wurden.
In der Nähe liegt der Grønjægers Høj.